# TV1 (Lituania)
TV1 è un canale televisivo
lituano edito da MG Baltic Media.

## Storia
Dalla sua apertura nel 2003 sino al 2005, TV1 operava solo nelle città di Vilnius, Klaipėda e nelle zine circostanti. Dal 2005 ha iniziato a trasmettere nella città di Kaunas.

## Palinsesto

### In onda
Vengono qui di seguito elencati i programmi che sono in onda su TV1. 

#### Show
- Akloji
- Būk su manim
- Būrėja
- Midsomerio žmogžudystės
- Nekviesta meilė
- Desperate Housewives
- Širdele mano
- Džiunglių princesė Šina
- Karalienė Izabelė
- Tėvas Motiejus
- Amžina meilė
- Iš širdies į širdį
- Marija Vern
- Modus
- Paryžiaus paslaptys

#### Animazione
- Kaukė
- Lo straordinario mondo di Gumball
- Scooby Doo
- Steven Universe